# Tricentra distinctata
Tricentra distinctata là một loài bướm đêm trong họ Geometridae.